# 귈레르 두만
귈레르 두만(Güler Duman, 1967년 6월 30일 ~ ) 터키 민속 음악 가수, 작사가, 작곡가, 발표자, 음악 교사이다. 그는 터키 민속 음악에서 가장 가치 있고 베스트셀러를 기록한 아티스트 중 한 명이다.